# Toarp
Toarp is een plaats in de gemeente Malmö in het landschap Skåne en de provincie Skåne län. De plaats heeft 219 inwoners (2010) en een oppervlakte van 13 hectare. De plaats is ook deelgebied van het stadsdeel Oxie een van de tien stadsdelen waarin de gemeente Malmö is op gedeeld.